# جون فيتزباتريك (لاعب كرة قاعدة)
جون فيتزباتريك (بالإنجليزية: John Fitzpatrick)‏ هو لاعب كرة قاعدة أمريكي، ولد في 19 مارس 1904 في لاسال في الولايات المتحدة، وتوفي في 19 نوفمبر 1990 في سان دييغو في الولايات المتحدة.

## وصلات خارجية
- جون فيتزباتريك على موقعبيزبول رفرنس.كوم (الدوري الثانوي) (الإنجليزية)